# Estación de Terminal de Càrrega
La estación de Aeroport Terminal de Càrrega (inicialmente denominada Ciutat Aeroportuària) del metro de Barcelona será una estación de la línea 9 y estará situada en el Aeropuerto de Barcelona.
En esta estación no solamente pararan trenes de la línea 9, también llegarán trenes de la línea 2 por el mismo túnel y que permitirán llegar al centro de Barcelona. El 12 de marzo de 2011, el Consejero de Territorio y Sostenibilidad, Lluís Recoder, anunció que la entrada en servicio de esta estación y cuatro más quedaba pospuesto sine die.
La estación dispondrá de ascensores y escaleras mecánicas.
La estación estaba prevista ser inaugurada con la inauguración de la L9 Sur (Zona Universitaria - Aeropuerto T1) en febrero de 2016. De hecho, la estación está acabada, pero la Generalidad de Cataluña decidió no inaugurarla, sin especificar la fecha concreta.
| << cabecera | < estación  | línea  | estación >  | cabecera >>           |
| ----------- | ----------- | ------ | ----------- | --------------------- |
| Metro       |             |        |             |                       |
| Aeroport T1 | Aeroport T1 | (2024) | Aeroport T2 | Badalona Pompeu Fabra |
| Aeroport T1 | Aeroport T1 | (2024) | Aeroport T2 | Can Zam               |